# Léto s kovbojem
Léto s kovbojem je česká filmová romantická komedie režiséra Ivo Nováka z roku 1976. Hlavní role ztvárnili Daniela Kolářová, Jaromír Hanzlík a Oldřich Vízner.

## Děj
Vše začíná, když z Prahy přijeli psycholožka Doubravka (Daniela Kolářová) a studující medik Boba Karásek (Oldřich Vízner) na chatu u jedné vesničky. Zde se celodenně Boba věnuje přípravě na opravné zkoušky a osamocená Doubravka se vydává na procházky do okolí. Na těch se také setkává s traktoristou Honzou (Jaromír Hanzlík), který přišel o řidičský průkaz a nyní musí pást družstevní krávy. Doubravka si také díky tomu uvědomuje, že sobeckého Bobu nemiluje. Oba mladí lidé se postupně sblíží a příběh skončí nakonec svatbou Honzova bratra Ládi (Evžen Illín) s Jitkou (Hana Čížková).

## Obsazení
| Daniela Kolářová   | psycholožka Doubravka zvaná Dorka |
| Jaromír Hanzlík    | traktorista Honza Macháček        |
| Oldřich Vízner     | medik Boba Karásek                |
| Marie Rosůlková    | Doubravčina prababička            |
| Dana Medřická      | Doubravčina babička               |
| Libuše Švormová    | Doubravčina matka                 |
| Jiří Pleskot       | Doubravčin otec                   |
| Bohuš Záhorský     | Honzův dědeček                    |
| Slávka Budínová    | Honzova matka                     |
| Květa Fialová      | Karásková, Bobova matka           |
| Josef Somr         | profesor Studnička                |
| Valentina Thielová | Studničkova manželka              |
| Lenka Kořínková    | Klára, dcera Studničkových        |
| Hana Čížková       | Jitka, Honzova bývalá dívka       |
| Míla Myslíková     | Koutná, Jitčina matka             |
| Věra Galatíková    | kosmetička                        |
| Hana Pastejříková  | Honzova nevlastní matka           |
| Jan Skopeček       | Honzův nevlastní otec             |
| Robert Vrchota     | řezník                            |
| Eva Vlachová       | prodavačka Smolková               |
| Josef Hlinomaz     | předseda MNV                      |
| Václav Trégl       | stařík-pacient                    |
| Karel Hábl         | kosmetik                          |
| Evžen Illín        | Mirek, Honzův bratr               |
| Michal Dlouhý      | Láďa, Honzův bratr                |
| Mahulena Bočanová  | Lenka, Honzova nevlastní sestra   |
| Roman Čada         | Roman, Honzův nevlastní bratr     |